# San Pasqual (comté de Los Angeles, Californie)
San Pasqual est une census-designated place du comté de Los Angeles, dans l'État de Californie, aux États-Unis,. En 2020, elle compte une population de 2 101 habitants.